# David Kelly (labdarúgó)
David Thomas Kelly (Birmingham, 1965. november 25. –) ír válogatott labdarúgó.

## Pályafutása

### Klubcsapatban
Birminghamban született Angliában. Pályafutását 1983-ban a Walsallban kezdte, ahol öt évig játszott. 1988-ban a West Ham United csapatába szerződött, melynek két éven keresztül volt a játékosa. Az 1990–91-es idényben a Leicester Cityben játszott. 1991 és 1993 között a Newcastle United, 1993 és 1995 között a Wolverhampton Wanderers, 1995 és 1997 között a Sunderlandet erősítette. 1997-ben a Tranmere Rovers igazolta le és három évig volt a klub játékosa. 2001 és 2002 között a Sheffield United, majd a 2001–2002-es idényben Skóciában a Motherwell együttesében szerepelt. 2002-ben a Mansfield Town és az északír Derry City tagjaként vonult vissza az aktív játéktól.    
v,nnn,

### A válogatottban
Édesapja Dublinban született, így lehetősége adódott, hogy az ír válogatottat képviselje nemzetközi szinten. Első mérkőzésén, 1987. november 10-én mesterhármast szerzett Izrael ellen. 1987 és 1997 között 26 alkalommal szerepelt az ír válogatottban és 9 gólt szerzett. Részt vett az 1988-as Európa-bajnokságon, illetve az 1990-es és az 1994-es világbajnokságon.

## Sikerei, díjai
Newcastle United
- Angol másodosztályú bajnok (1): 1992–93

Sunderland
- Angol másodosztályú bajnok (1): 1995–96

Tranmere Rovers
- Angol ligakupa döntős (1): 1999–2000

Derry City
- Ír kupa (1): 2002